# Cephalops longicaudus
Cephalops longicaudus är en tvåvingeart som beskrevs av Yang och Xu 1998. Cephalops longicaudus ingår i släktet Cephalops och familjen ögonflugor. Inga underarter finns listade i Catalogue of Life.